# Calvignasco
Calvignasco is een gemeente in de Italiaanse metropolitane stad Milaan (regio Lombardije) en telt 1065 inwoners (31-12-2004). De oppervlakte bedraagt 1,9 km², de bevolkingsdichtheid is 1028 inwoners per km².

## Demografie
Calvignasco telt ongeveer 397 huishoudens. Het aantal inwoners steeg in de periode 1991-2001 met 40,0% volgens cijfers uit de tienjaarlijkse volkstellingen van ISTAT.
| Jaar | Inwoneraantal |
| ---- | ------------- |
| 1991 | 735           |
| 2001 | 1029          |

## Geografie
Calvignasco grenst aan de volgende gemeenten: Rosate, Vernate, Bubbiano, Casorate Primo (PV).